# Juan Miguel Osorio y Bertrán de Lis
Pour les articles homonymes, voir Osório (homonymie), Bertrán et Lis.
Juan Miguel Osorio y Bertrán de Lis né à Madrid le 7 novembre 1958, est un aristocrate espagnol, homme d'affaires, jockey et entraineur de chevaux de course. Il détient des titres de noblesse donnés par ses ancêtres, il est le 19e duc d'Alburquerque et deux fois comte (Ledesma et Huesca), ce qui lui donne trois titres de grand d'Espagne.

## Biographie
Juan Miguel Osorio y Bertrán de Lis né le 7 novembre 1958 à Madrid, appelé aussi "Ioannes", est le fils de Beltrán Alfonso Osorio y Diez de Rivera (1918 - 1994), à la tête de la maison des comtes de Barcelone. Celui-ci épouse en premières noces, María Teresa Bertrán de Lis y Pidal (1923 - 17 décembre 1969), fille du troisième marquis de Bondad Real.
En décembre 1969, il accompagne sa mère lorsque leur voiture rentre en collision avec celle de Ramfis Trujillo, fils du dictateur assassiné Rafael Trujillo. Sa mère meurt sur le coup.

## Famille
Il se marie à Algete le 1er juillet 1984 avec Beatriz Letelier y Bomchill (né au Chili en 1962). Ils auront ensemble deux enfants :
1. Beatriz Osorio y Letelier (né en 1988).
2. Nicolas Beltrán Osorio y Letelier (né en 1989).

Il se remarie civilement au château de Montserrat (Altafulla) le 25 juillet 1996 avec le modèle de mode Blanca de las Nieves de Suelves y Figueroa, fille de José de Suelves y Ponsich, 11e marquis de Tamarit, et deuxième vicomte de Montserrat. Ils auront ensemble deux enfants :
1. Blanca Osorio y Suelves (né en 1996).
2. Luis Osorio y Suelves (né en 1998).

## Distinctions
- Grand d'Espagne.